# Presa de Kenney
La presa de Kenney es una presa hidroeléctrica rellena de roca sobre el río Nechako, a 96 km al sur de Vanderhoof (Columbia Británica), que forma el embalse del Nechako, la primera sección de la cual se encuentra inmediatamente detrás de la presa es el lago Knewstubb. La presa tiene 457 metros de largo, 97 metros de alto y 12 metros de ancho en su cumbre. Fue construida por Alcan a principios de los años cincuenta con más de tres millones de metros cúbicos de material, y elevó el agua a 90 metros. En la época de su construcción, era la más grande presa rellena de tierra del mundo, muy poco tiempo después superada por la presa W. A. C. Bennett sobre el río de la Paz. Recibió su nombre por el honorable Edward Tourtelotte Kenney, entonces ministro de Tierras y Bosques en el gobierno de la Columbia Británica del primer ministro Byron "Boss" Johnson.
Durante su construcción en 1952, la inundación resultante que formó el embalse del Nechako, expulsó a los cheslatta de sus pueblos. El caudal del Nechako se redujo en un 75%. Corriente abajo de la presa el resto del caudal del río atraviesa el cañón de Nechako llegando hasta Cheslatta Falls, que está en la confluencia con el río Cheslatta.